# باربی دریم‌توپیا
باربی دریم‌توپیا (به انگلیسی: Barbie DREAMTOPIA) یا باربی: دریم‌توپیا یا به‌طور ساده دریم‌توپیا، فرنچایز رسانه‌ای کودکانه خلق‌گردیده توسط جولیا پیستور برای متل تله‌ویژن می‌باشد که از ۱۴ ژانویهٔ سال ۲۰۱۶ تا ۲۱ اکتبر سال ۲۰۲۱ درحال فعالیت می‌بود.